# Reseda luteola

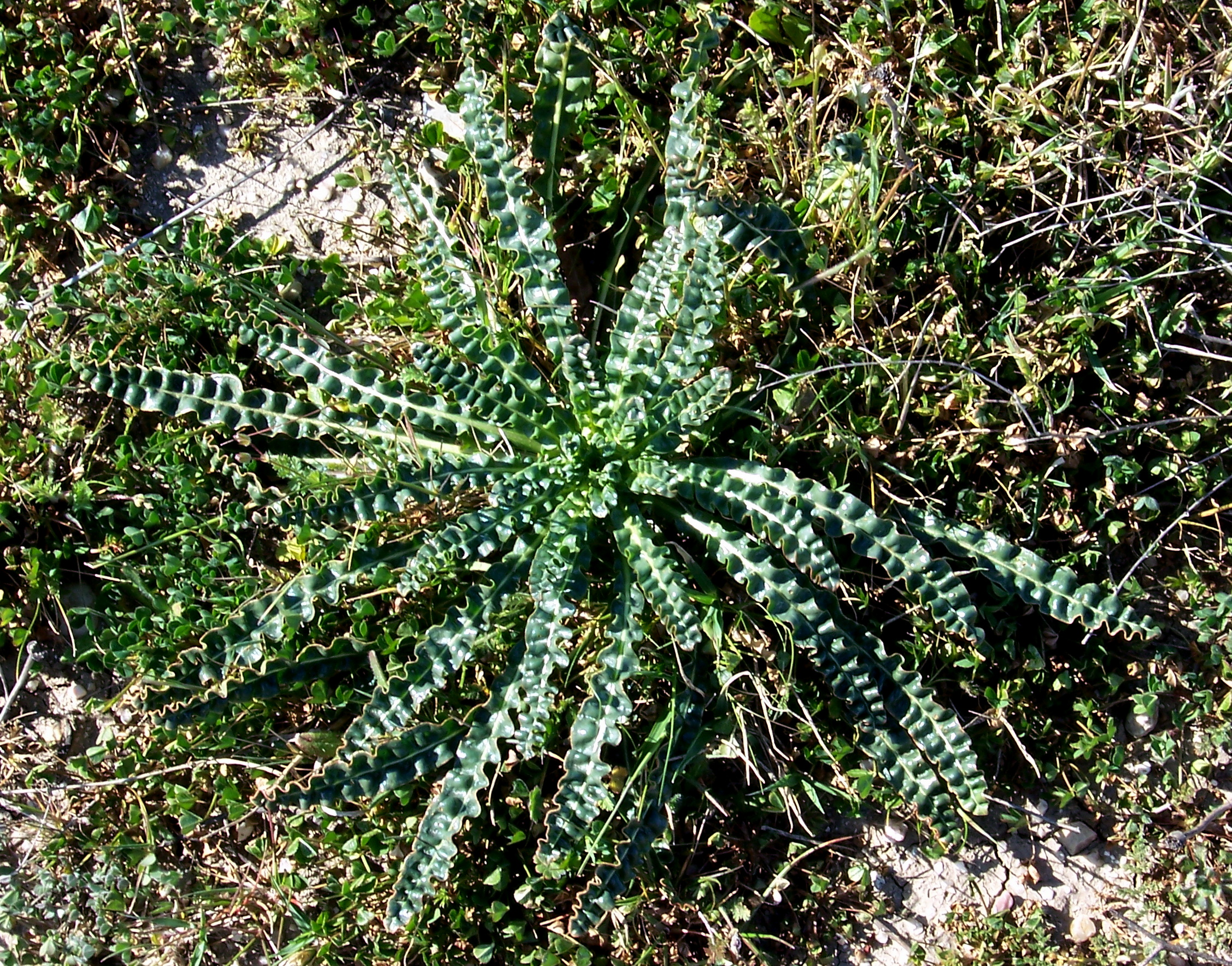
Roseta basal de hojas con márgenes ondulados

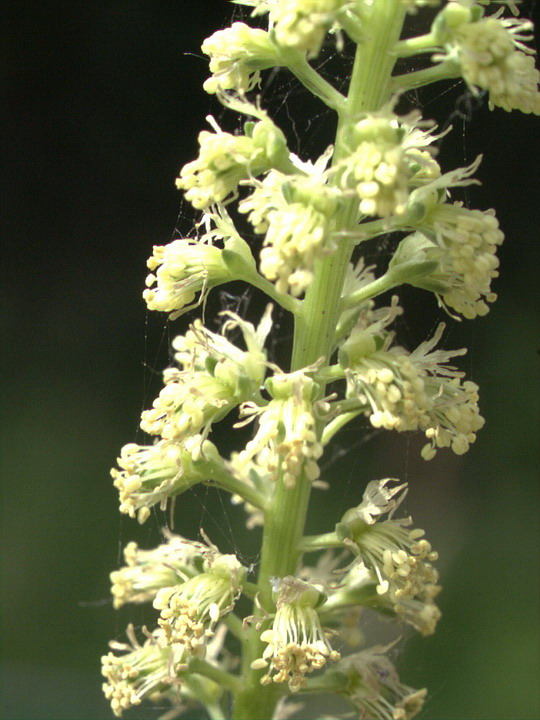
Detalle de la inflorescencia espiciforme en antesis

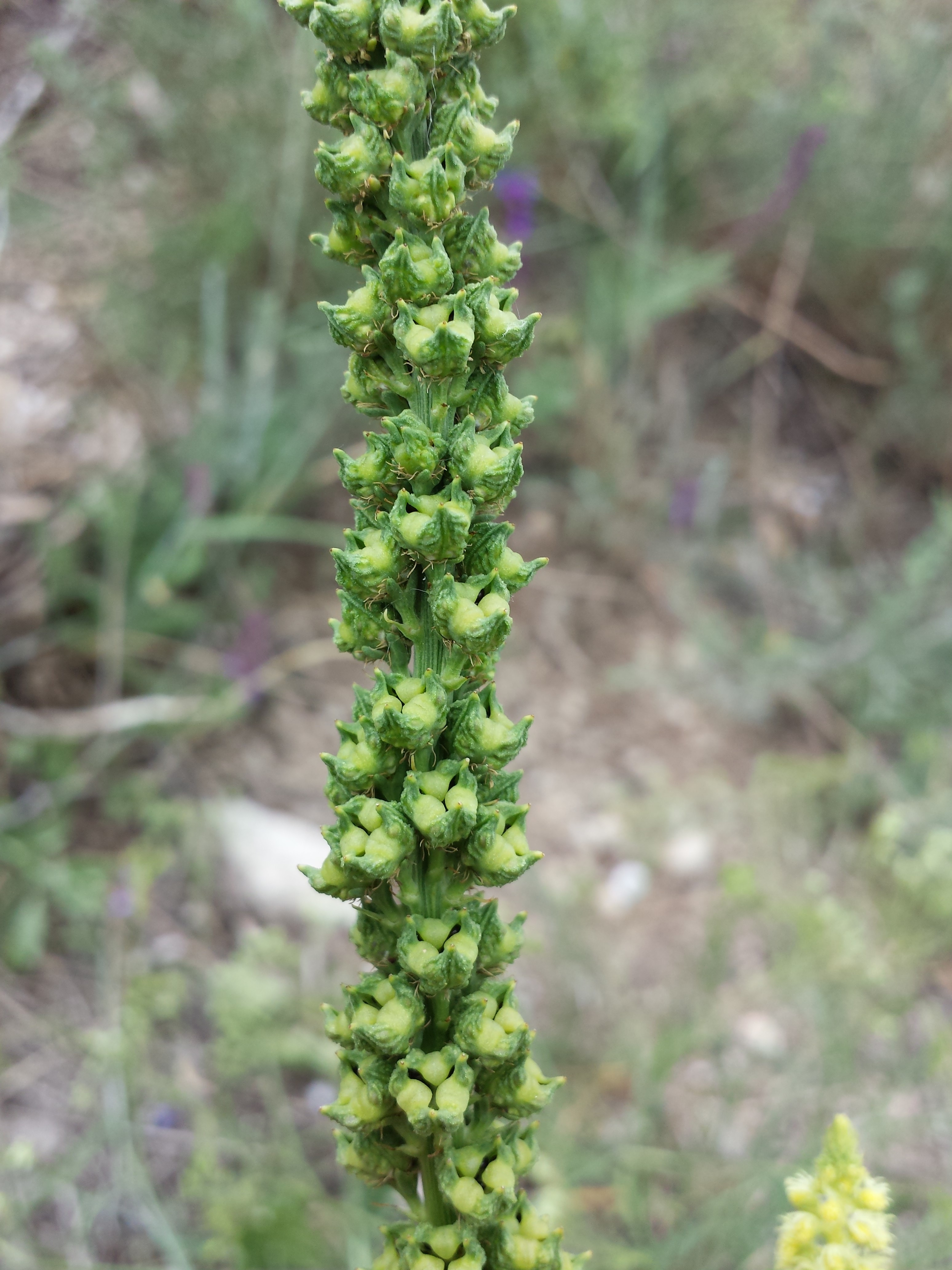
Detalle de la inflorescencia espiciforme en fructificación

La gualda (Reseda luteola) es una especie de planta herbácea del género Reseda de la familia Resedaceae.

## Descripción
Planta generalmente anual, de medio a 1 m de altura, con tallo erguido.
Hojas simples, enteras, lanceoladas, que pueden ser algo espatuladas, onduladas. Durante parte de la primavera y todo el verano produce flores amarillentas o verdosas, cortamente pedunculadas, reunidas en racimos densos y alargados como espigas. Tiene 4 sépalos, de los que el superior es más grande, 4 pétalos, el superior deshilachado en 5-8 lacinias; los laterales divididos en 3 segmentos y el inferior entero y muy pequeño. Numerosos estambres más largos que la corola.

## Distribución geográfica
Es una especie nativa de Europa, norte de África, Macaronesia y Asia occidental hasta Pakistán. Introducida y naturalizada en América. En España, está muy dispersa por todo el territorio peninsular, las Islas Baleares y las Islas Canarias.

## Hábitat
Herbazales nitrificados de bordes de caminos, campos incultos, escombreras, sobre todo en sitios arenosos o pedregosos.

## Taxonomía
La especie fue creada y descrita por Carlos Linneo y publicada en Species Plantarum, vol. 1, p. 448, 1753.

## Sinónimos
- Arkopoda luteola (L.) Raf.
- Luteola resedoides Fuss
- Luteola tinctoria Webb & Berthel.
- Reseda crispata Link
- Reseda dimerocarpa (Müll.Arg.) Rouy & Foucaud
- Reseda gussonei Boiss. & Reut.
- Reseda luteola subsp. dimerocarpa (Müll.Arg.) Abdallah & de Wit
- Reseda luteola subsp. gussonei (Boiss. & Reut.) Franco
- Reseda pseudovirens Friv. ex Hampe[7]

## Citología
Números de cromosomas: 2n=24, 26

## Nombres comunes
- Castellano: acelga, cetro de Ceres (4), flor de san José, gabarro (6), gauda, guadias, gualda (30), gualda de tintas, gualdia, guardias, hierba de las coronas, hierba lanaria (3), hualda, reseda, rivagallo, yerba lanaria, yerba lutea. Las cifras entre paréntesis indican la frecuencia del uso del vocablo en España.[5][2]

## Usos
Antiguamente se cultivaba intensamente por el colorante amarillo que proporcionaba y que era muy empleado por los tintoreros.